# HŽRK Grude
Hrvatski ženski rukometni klub Grude je bosanskohercegovački rukometni klub iz Gruda. Član Rukometnog saveza Herceg Bosne. Boja dresova je plava i crvena. Predsjednik je Zoran Trlin.

## Povijest
HŽRK Grude je osnovan 2009. godine, ali natjecateljski put kluba počinje u sezoni 2010/2011. Dana 23. kolovoza 2010. godine održana je Skupština kluba na kojoj je izabrano vodstvo kluba. Za predsjednicu Skupštine HŽRK Grude je izabrana Marica Radić, a za predsjednika Upravnog odbora HŽRK Grude je izabran Zoran Trlin. Isto tako je tada klub dobio svog generalnog sponzora, tvrtku Autoherc pa je klub sljedećih 6 godina nastupao pod imenom HŽRK Grude Autoherc. Prije samog početka natjecateljske sezone UO kluba je angažirao za trenera mr.sc. Zlatu Zubac. Te sezone klub se počeo natjecati u 1. ligi Federacije BiH. Prvu službenu utakmicu klub je odigrao 9. listopada 2010. godine kada je u Grudama u 1. kolu 1. lige Federacije BiH poražen od ekipe ŽRK Krivaja iz Zavidovića rezultatom 26:29. U toj prvoj sezoni HŽRK Grude Autoherc je osvojio 6. mjesto u 1. ligi FBiH. Već u sljedećoj sezoni 2011/2012., HŽRK Grude osvojio je 3. mjesto u 1. ligi FBiH, a u sezoni 2012/2013. osvojio je naslov prvaka te lige i izborio plasman u Premijer ligu BiH. Zanimljivo je da je prosjek starosti igračica seniorske ekipe pri osvajanju naslova prvaka 1. lige FBiH bio 15 godina i 2 mjeseca.
U svojoj prvoj premijerligaškoj sezoni, 2013/2014., HŽRK Grude Autoherc je osvojio 4. mjesto i igrao završni turnir 4 najbolje ekipe u KUP-u BiH. U sezoni 2014/2015. klub je osvojio naslov prvaka BiH sa samo jednim porazom te osvojio naslov pobjednika KUP-a BiH. Naslov prvaka BiH i to bez iti jednog poraza te naslov pobjednika KUP-a BiH HŽRK Grude Autoherc je osvojio i u sezoni 2015/2016. To je ujedno bila i zadnja sezona u kojoj je klub nastupao sa sponzorskim ugovorom i dodatkom imenu Autoherc. U sezoni 2016/2017. HŽRK Grude je ponovno osvojio naslov prvaka BiH bez poraza, a u toj sezoni zbog loše organizacije RS BiH nije održan završni turnir KUP-a BiH. U sezoni 2017/2018. klub je osvojio četvrti uzastopni naslov prvaka BiH i to ponovo bez poraza, dok je u KUP-u BiH poražen u finalnoj utakmici od ekipe Izviđača iz Ljubuškog i to nakon 80 minuta igre i (2 puta produžetci 2x5 minuta)i izvođenja sedmeraca u rijetko viđenoj utakmici koju je izravno prenosila BHTV.
U međuvremenu 2015. godine je za predsjednicu Skupštine kluba izabrana Ivana Grizelj umjesto Marice Radić
U razdoblju od 2010. do 2018. godine klub je bio i juniorski i kadetski prvak BiH u više navrata te višestruki prvak RS Herceg Bosne.
Svake godine kad je bio prvak BiH klub je sudjelovao u EHF cupu gdje je gostovao na Islandu kod ekipe FRAM, Rumunjskoj dva puta kod ekipa Corona Brasov i Roman te u njemačkom Metzingenu. To su bila gostovanje gdje su uvijek radi troškova obje utakmice igrali u gostima i gdje su doživjeli sve uvjerljive poraze radi velike razlike u kvaliteti.

## Uspjesi
- Premijer liga Bosne i Hercegovine
  -  Prvаk (6): 2015, 2016, 2017, 2018, 2019, 2020
- Kup BiH:
  -  Pobjednik (3): 2015, 2016, 2019
- Prva liga Federacije Bosne i Hercegovine
  -  Prvаk (1): 2013

## Vanjske poveznice
- Službene stranice
- Facebook